# 수비대
수비대(守備隊)는 적대적인 국가의 군대나 단체로부터 조직의 본부, 기지, 주요 시설와 같이 파괴공작의 가치를 가진 시설과 그러한 여러 시설이 모인 지점을 순찰하고 무력방호 능력을 갖춘 방어부대를 가리킨다. 현대에는 수비대보다는 경비대로 명명되는 경우가 많으며, 주둔군(駐屯軍)이라고도 한다.

## 목록

### 일본 제국 육군
- 만주 독립수비대(일본어판)
- 대만 수비대(중국어판)
- 대만 수비혼성여단(중국어판)
- 대만 혼성여단(중국어판)

### 중화민국
- 육군
  - 례위 수비대대(중국어판)
  - 진서 수비대대(중국어판)
  - 진먼 수비대대(중국어판)
  - 쥐광 수비대대(중국어판)
- 해군육전대
  - 우추 수비대대(중국어판)

### 대한민국
- 독도의용수비대, 준군사조직; 1953년 4월 20일 ~ 1956년 12월 30일

## 같이 보기
- 경비대